# Daniel Amokachi
Daniel Owefen Amokachi, né le 30 décembre 1972 à Gboko (Nigeria), est un footballeur international nigérian (attaquant) devenu entraîneur.

## Biographie
Amokachi a joué 42 matchs internationaux avec l'équipe nationale du Nigéria, lors desquels il a marqué 14 buts de 1990 à 1999. Il a notamment participé aux Coupes du monde 1994 et 1998. Il a aussi remporté la Coupe d'Afrique des nations en 1994 ainsi que les Jeux olympiques en 1996.
Alors qu'il joue pour les Ranchers Bees, cet attaquant puissant est sélectionné par Clemens Westerhof à la CAN de 1990. Repéré par le FC Bruges, il rejoint la Belgique. Ses bonnes performances lui assurent une place de titulaire à la Coupe du monde de 1994, lors de laquelle il marque deux buts. Le Nigeria atteint les huitièmes de finale pour sa première participation au tournoi. 
Il est alors transféré à Everton, où il gagne la FA Cup en 1995, contre Manchester United. Il est l'auteur d'un doublé en demi-finale contre Tottenham (victoire 4-1). Mais il a du mal à convaincre en Angleterre et, en 1996, il part en Turquie, au Beşiktaş. 
Amokachi a alors de gros problèmes de genou. Sa carrière se termine en 1999 lorsqu'il quitte Beşiktaş. Un contrat qu'il signe avec Munich 1860 est en effet annulé après des tests médicaux.
Après avoir multiplié les essais pour pouvoir continuer à jouer au football et retrouver un club (Créteil, Tranmere Rovers, Colorado Rapids ou aux Émirats arabes unis), il choisit de devenir entraîneur.
Il commence avec l'équipe de Nassarawa United, promue en Division 1 nigériane en 2005. Dès sa première année en Division 1, le club est vice-champion derrière le surprenant Ocean Boys FC. L'année suivante il emmène son équipe en huitième de finale de la Ligue des Champions africaine (défaite 2-3 aux tirs au but contre les soudanais d'El Hilal).
À l'été 2007, il est nommé entraîneur en chef du Enyimba FC, où il travaille avec le Belge Maurice Cooreman.
En parallèle à ces activités, il était adjoint de Berti Vogts sélectionneur des Super Eagles de janvier à avril 2007. Il a démissionné après des divergences de points de vue et de méthodes avec l'Allemand. Il est de retour dans le staff de l'équipe du Nigéria en 2008, comme adjoint de Shaibu Amodu. Il devient entraîneur principal par intérim en 2014-2015.
En 2016 il tente sa chance en Europe, en Finlande avec le JS Hercules (deuxième division) à Oulu.

## Palmarès de joueur

### En club
- Champion de Belgique en 1992 avec le FC Bruges
- Vainqueur de la Coupe de Belgique en 1991 avec le FC Bruges
- Vainqueur de la Coupe d'Angleterre en 1995 avec Everton
- Vainqueur de la Coupe de Turquie en 1998 avec Beşiktaş
- Vainqueur de la Supercoupe de Belgique en 1992 avec le FC Bruges
- Vainqueur de la Coupe de la Présidence en 1998 avec Beşiktaş
- Vainqueur de la Chancellor Cup (en) en 1997 avec Beşiktaş
- Vice-champion de Belgique en 1994 avec le FC Bruges
- Vice-champion de Turquie en 1997 et en 1999 avec Beşiktaş
- Finaliste de la Coupe de Belgique en 1994 avec le FC Bruges

### En équipe du Nigeria
- Vainqueur de la Coupe d'Afrique des Nations en 1994
- Vainqueur des Jeux Olympiques en 1996
- Vainqueur de la Coupe Afro-Asiatique des Nations en 1995
- Finaliste de la Coupe d'Afrique des Nations en 1990

### Distinctions individuelles
- Soulier d'ébène belge en 1992 et 1994 avec le FC Bruges
- 3e du Ballon d'Or africain en 1994
- 3e de l'étoile d'or Afrique Football en 1994

## Palmarès d'entraîneur
- Vice-champion du Nigeria en 2006 avec le Nassarawa United.